# 関水結花
関水 結花（せきみず ゆか）は、日本の女性ファッションモデルである。神奈川県出身。
身長は178cm。靴のサイズは25cm。スリーサイズはB80・W60・H85。所属事務所は株式会社サトルジャパン。
パリコレクションにも出演し、世界的に活躍している。

## 略歴
身長が高いことにコンプレックスをもっていたが、身長の高さを活かしたいと思ったことがきっかけでオーディションに応募し、第89回サトルジャパンオーディション2次選考第1位を通過してモデルデビューを果たした。
また、株式会社サトルジャパンの公式サイトにて、「カメラの前に立っている姿は昔の自分からは想像出来ません。」とコメントしている（「株式会社サトルジャパン公式サイト」から引用）。
2010年3月、キリンMCダノンウォーターズ株式会社が開催したキャンペーン『Volvic 14DAY CHALLENGE キャンペーン つづけよう 1日1.5L』に参加し、キャンペーンにチャレンジしている様子を自身のブログで綴っている。
2010年4月、フリーペーパー『FLATTER（Vol6）』にて初表紙を飾った。
2013年、VOGUE主催の一夜限りのファッションイベント『FASHION'S NIGHT OUT（FNO）』に、ファッションモデルの冨永愛やローラと共に出演。
2014年7月、第187回サトルジャパンオーディション二次審査の結果発表後に行われたウォーキングレッスンに現役モデルとして参加した。

## 人物
性格は褒められて伸びるタイプで、打たれ弱い一面もあるという。
特技はドラム、テニスである。
愛犬家であり、ハナコという名前の犬を飼っている。

## 出演

### ショー
- Maison Martin Margiela
- Maria Bishara
- LOUIS VUITTON
- HERMES
- PRADA
- KENZO
- MAX MARA
- Dior
- CHANEL
- Salvatore Ferragamo
- ADEAM
- Onitsuka Tiger
- COTOO
- AGURI SAGIMORI
- Arai Sara
- SIDA TATSUYA
- matohu
- BROOKS BROTHERS
- AKIKO OGAWA
- REEM
- SOMARTA
- mercibeaucoup
- motonari ono
- 他多数

### 雑誌
- VOGUE JAPAN
- ELLE girl
- 資生堂『花椿』
- 文化出版局『パターンマジックvol.3』
- リクエストQJ
- RICH magazine『東京の女の子が過ごす1日』
- コワフュールド・パリ・ジャポン『SNIP STYLE』
- 髪化粧
- hinbiyo
- MAQUIA
- Weekly magazine A（Italy）
- ashion trends（Italy）
- fly magazine（Italy）
- IO DONNA（Italy）
- wedding magazine（Singapore）
- zinemagazine(Taiwan)

### CM
- リプトン　リモーネ（サントリー）

### 広告
- CONVERSE
- A-net『mercibeaucoup』

### TV
- 表参道モード（テレビ東京）

### イベント
- ボンドガールショー（映画007）
- 姉妹都市提携50周年記念EVENT（Firenze×Kyoto）
- MOET STAR AWARD in SHORT SHORT FILM FESTIVAL